# Ginsburg
De Ginsburg is een voormalige burcht in de buurt van het stadje Hilchenbach in de Duitse deelstaat Noordrijn-Westfalen. De burcht is in de vroege 13e eeuw aangelegd op de resten van een oudere burcht, en was in gebruik bij de familie van Nassau. Vanaf de 17e eeuw veranderde de burcht in een ruïne, maar in de jaren 60 werden de muurrestanten gerestaureerd en is er op de plek van de oude donjon een ronde uitzichtstoren gebouwd.

## Ginsburg en Willem de Zwijger
De Ginsburg was al generaties in het bezit van de familie van Nassau, en was derhalve een goed uitgaanspunt voor Willem de Zwijger. In april 1568 verzamelde hij zich hier met zijn beambten, officieren en enkele Nederlandse medestanders teneinde voorbereidingen te treffen voor een veldtocht tegen de Habsburgers. De daadwerkelijke uitvoering van dit plan ving ook hier aan; in 1572 verzamelde Willem op de Ginsburger heide zijn troepen om naar Friesland op te trekken en van daaruit verder een strijd tegen het Spaanse bewind in de Nederlanden te voeren. Zijn inspanningen droegen bij tot de Unie van Utrecht en de onafhankelijkheid van de Nederlanden. Op een van de muren vindt men een koperen plaquette uit 1933 die aan dit feit herinnert, en in de uitzichtstoren is een klein museum te vinden dat gewijd is aan Willem en de Nassaus.

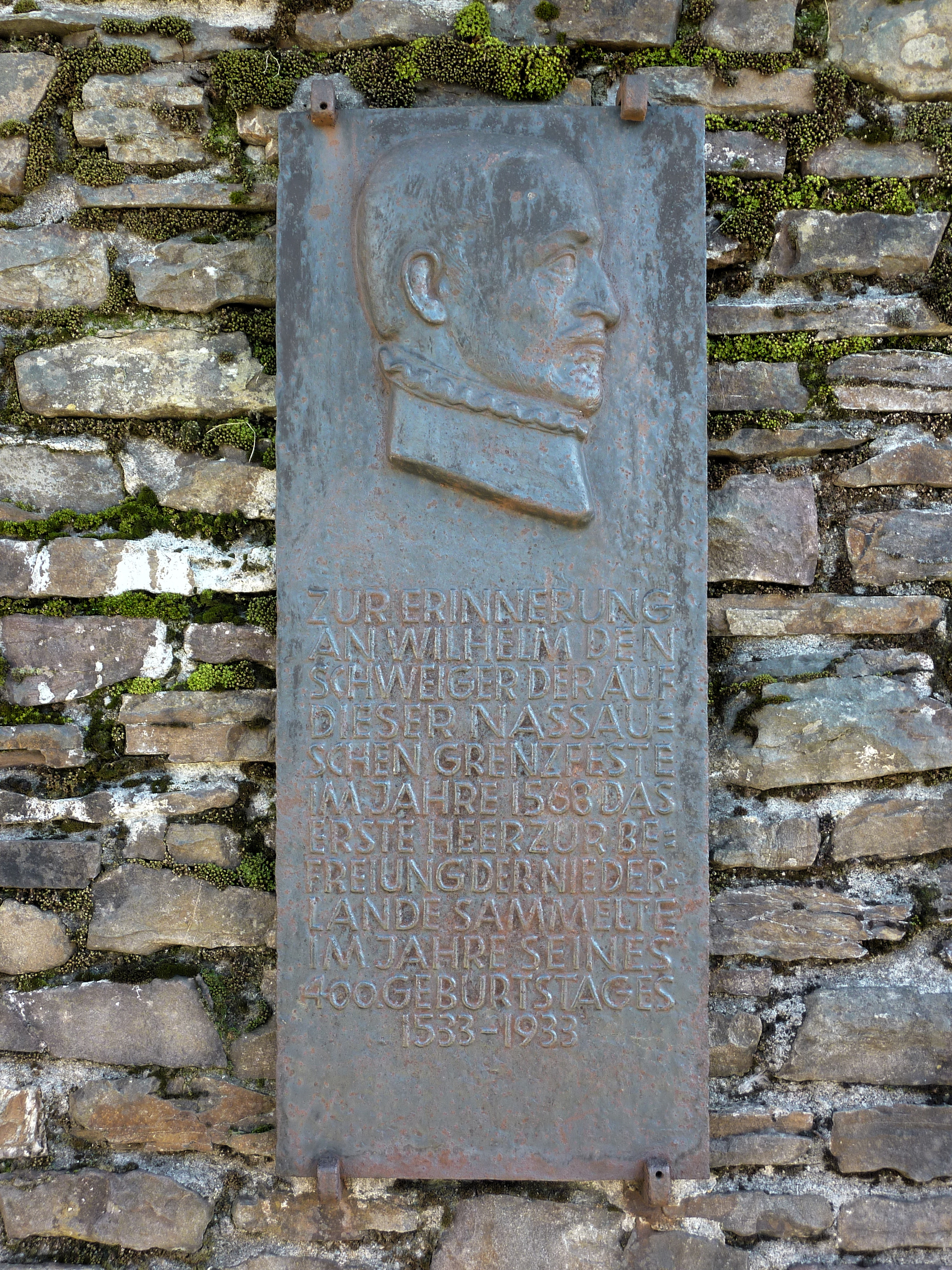
Plaquette uit 1933 die aan Willems verblijf herinnert